# Kościół Niepokalanego Serca Najświętszej Maryi Panny z Fatimy w Kwiejcach
Kościół Niepokalanego Serca Najświętszej Maryi Panny z Fatimy w Kwiejcach – zabytkowy rzymskokatolicki kościół znajdujący się we wsi Kwiejce, w powiecie czarnkowsko-trzcianeckim, w województwie wielkopolskim. Stanowi świątynię filialną dla parafii Najświętszej Maryi Panny Wniebowziętej.

## Historia i architektura
Kościół poewangelicki, wybudowany w 1909 w stylu neogotyckim. Murowany, o jednym ołtarzu oraz wieży. Nad wejściem głównym znajduje się nadwieszona na filarach empora. Kościół w Kwiejcach został przejęty przez kościół katolicki w 1947, a jego konsekracja miała miejsce 29 sierpnia 2009. W 2010 przeszedł remont ze środków finansowych Unii Europejskiej w ramach Programu Rozwoju Obszarów Wiejskich Odnowa i Rozwój Wsi.
Na dawnym cmentarzu ewangelickim (przy świątyni) stworzono lapidarium z kamieniem pamiątkowym. Oryginalny w kształcie krzyż stojący obok tego kamienia pochodzi z wieży kościoła. W pobliżu stoi także dawna pastorówka.